# Obraz Pana Jezusa Przemienionego (z Nowego Sącza)

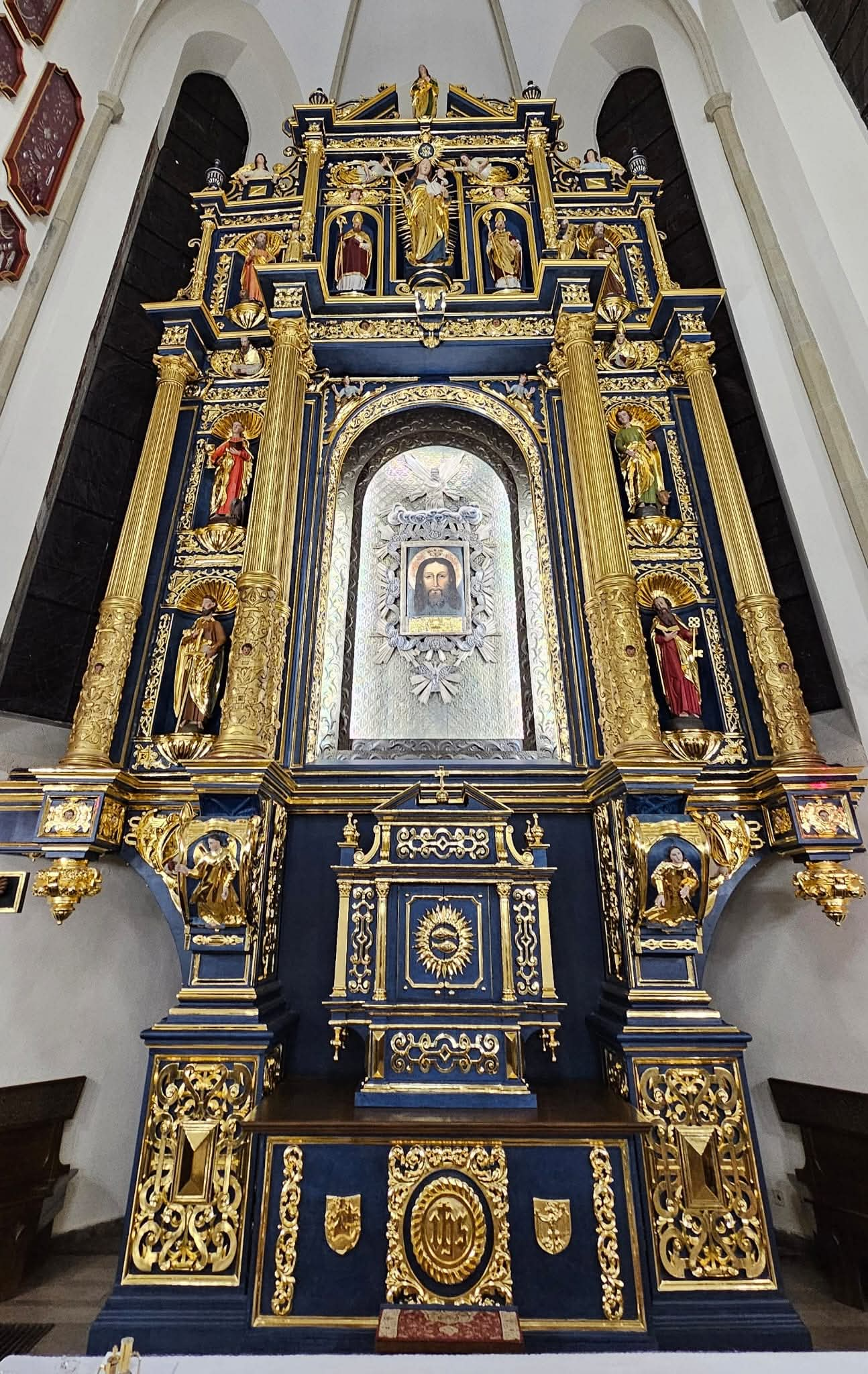
Ołtarz główny z cudownym obrazem

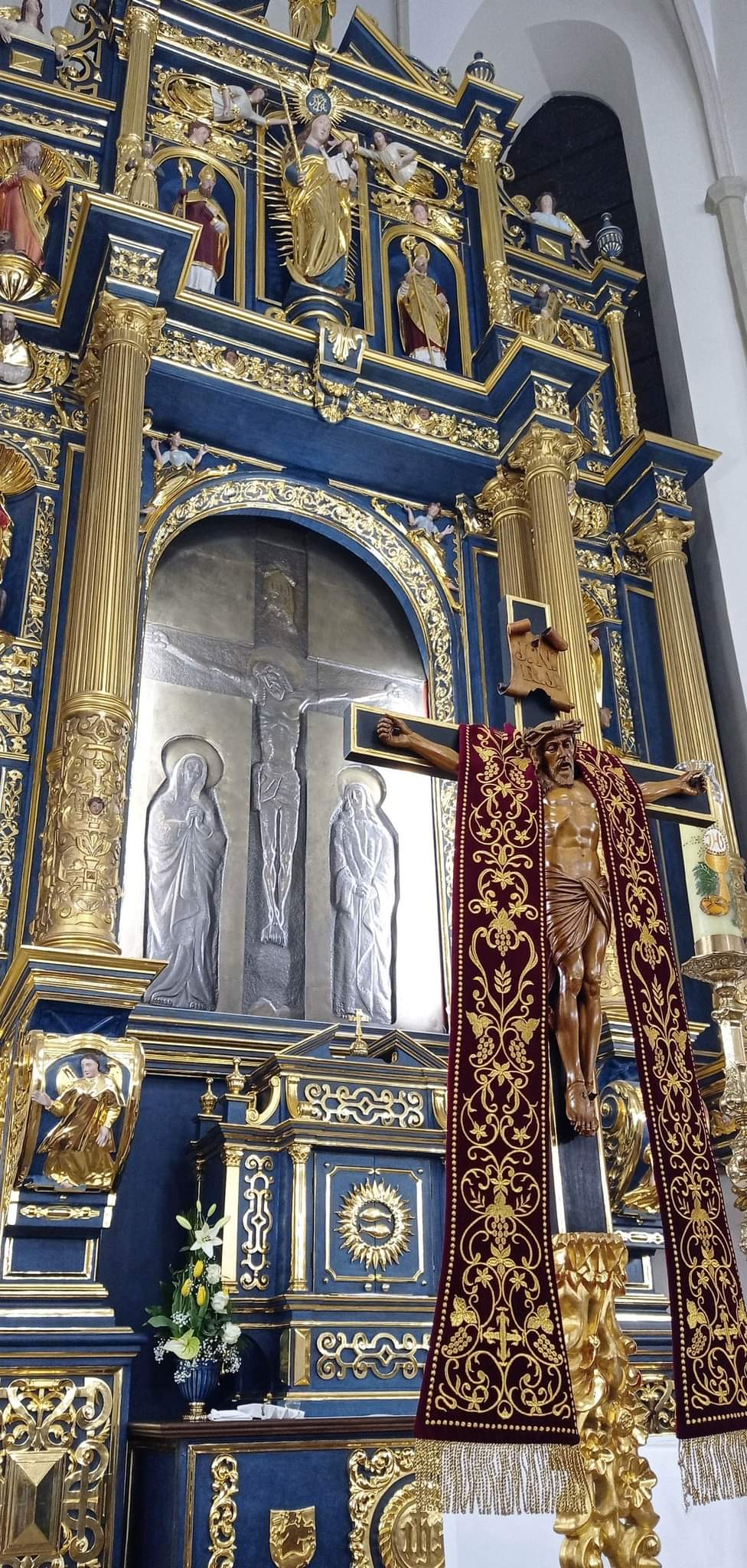
Obraz Jezusa Przemienionego zasłonięty w ołtarzu głównym

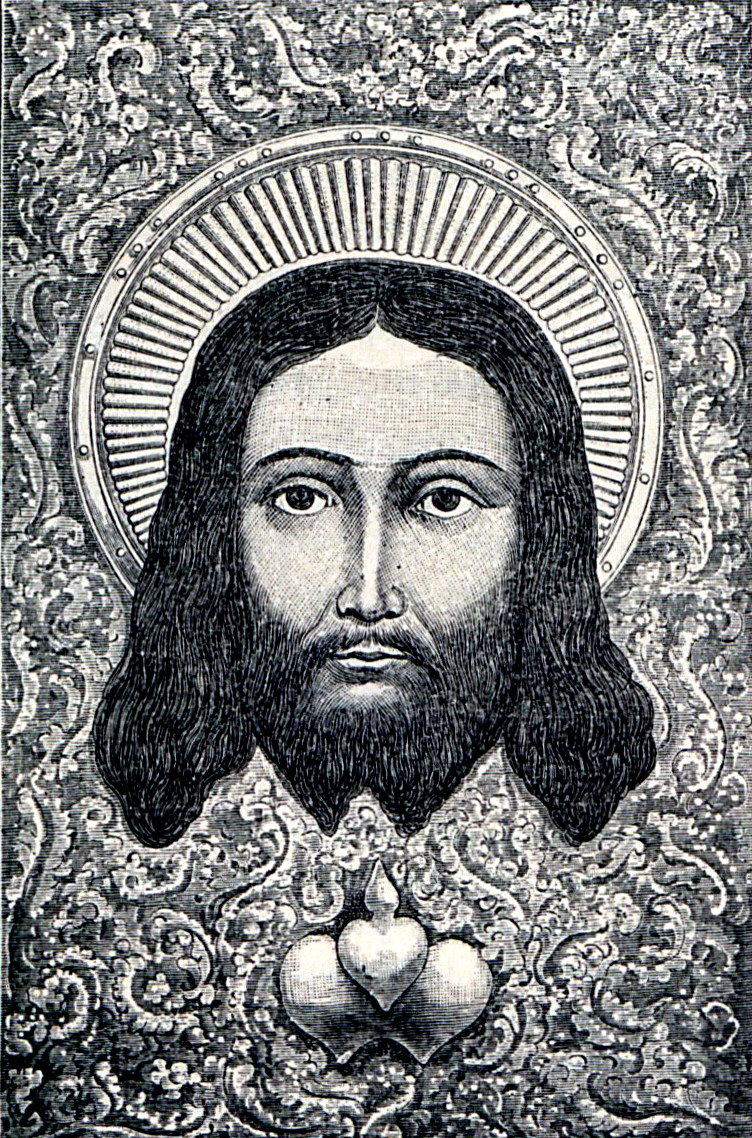
Szkic Chrystusa Przemienionego (1892)

Obraz Przemienienia Pańskiego – Pana Jezusa Przemienionego (Veraicon) – obraz Pana Jezusa, łaskami słynący znajdujący się w bazylice św. Małgorzaty w Nowym Sączu (w sanktuarium Pana Jezusa Przemienionego) w województwie małopolskim.

## Opis wizerunku
Obraz Oblicza Chrystusa znajduje się w ołtarzu głównym bazyliki kolegiackiej św. Małgorzaty w Nowym Sączu. Wizerunek Chrystusa jest namalowany temperą na desce. Przybiera kształt pionowego prostokąta, a jego grubość to 2 cm, a cały obraz ma wymiary: 68 x 84 cm. Zbudowany jest z trzech desek z drzewa lipowego. Po przebadaniu obrazu jego powstanie datowane jest na XIV wiek. Wizerunek Nowosądecki przedstawia twarz Chrystusa w frontalnej pozie. Twarz Chrystusa jest okrągła, czoło szerokie z odsłoniętymi włosami brązowo-czarnymi na boki. Łuki brwiowe są mocno zarysowane, a brwi są przedłużone przez cień położony po obu stronach nosa, sam nos jest prosty i długi. Oczy Chrystusa są otwarte i lekko skierowane w prawą stronę. Usta są wąskie, czerwone i zaciśnięte. Twarz Jezusa ma zarost łącznie z wąsami. Widać dolne części uszów. Głowę otacza złoty nimb w którym znajdują się ornamenty roślinne. Pod obrazem znajduje się napis w języku łacińskim: SPECIOSUS FORMA PRAEFILYS HOMINUM – PSALM 44 (co oznacza: Tyś najpiękniejszy z synów ludzkich), a na całej długości ramy znajduje się napis (również w języku łacińskim): MARTINUS FRANKOWICZ CIVIS SANDECENSIS, DEVOTUS ERGA LMAGINEM HANC SALVATORIS, PRO EXTRUENDIS LAMINIS ARGENTEIS PATRIMONIUM SUUM OBTULIT, QUIBUS IMPENSIS MAXIMA PARS IMAGINIS HUIUS CONTECTA EST, ANNO DOMINI QUO ET ALTARE PERFECTUM 1636. W tłumaczeniu: Marcin Frankowicz, mieszczanin sądecki, poruszony czcią tego obrazu Zbawiciela, ofiarował swój majątek na zgromadzenie srebrnych blaszek, którymi pokryto obraz w Roku Pańskim 1636, gdy budowano ten ołtarz. Wizerunek otoczony jest srebrnym obramowaniem. Nad i pod obramowaniem umieszczone są symbole: u góry – Boga Ojca, u dołu wizerunek Ducha Świętego.

## Historia obrazu
Na podstawie badań naukowych przypuszcza się, że obraz powstał w Czechach w latach 1350–1370 w stylu czeskim, w klasztornej pracowni franciszkańskiej. Pierwsza pisemna wzmianka o obrazie pochodzi z roku 1596. Obraz początkowo znajdował się w klasztorze ojców franciszkanów w Nowym Sączu. Wizerunek ocalał z pożaru w 1611 jednego z najtragiczniejszych w dziejach miasta, co uznano za cud. Książę Konstanty Jacek Lubomirski w roku 1654, w kościele franciszkanów powiększył (lub wybudował) kaplicę pw. Przemienienia Pańskiego, gdzie umieszczono obraz jako dziękczynnie za cudowne uzdrowienie. W roku 1753 klasztor spłonął, a obraz przeniesiono do kaplicy zamkowej. Tam zasłynął cudami, zatwierdzono urzędowo 18 cudów, których wierni doświadczyli w latach 1611–1763. 2 września 1785 wizerunek Chrystusa przeniesiony został do kościoła farnego. Obraz najpierw zawisł na ścianie świątyni (bez specjalnego ołtarza). Kult łaskawego wizerunku podupadł. Dopiero w roku 1854, 20 sierpnia, gdy ówczesny papież Grzegorz XVI nadał odpust zupełny na święto Przemienienia Pańskiego, kult zaczął się odnawiać. W 1894 obraz przeniesiono do bocznego (prawego) ołtarza kościoła. Ikona przeszła konserwację w roku 1930, którą przeprowadził tarnowski artysta Leszek Pindelski. W latach 1970–1971 obraz poddano znowu konserwacji (konserwował obraz Józef Furdyn z Krakowa), po zakończeniu renowacji, 6 lipca 1971 łaskami słynący wizerunek przeniesiono uroczyście do ołtarza głównego, uroczystości tej przewodniczyli kard. Karol Wojtyła i biskup Jerzy Ablewicz. Obraz jest zasłaniany obrazem przedstawiającą scenę Ukrzyżowania Chrystusa. Wierni podczas uroczystego odsłonięcia i zasłonięcia śpiewają ułożoną lokalną pieśń.
Oprócz Nowego Sącza na ziemi sądeckiej jest znany i otaczany kultem podobny wizerunek Przemienienia Pańskiego (Veraicon) z Krużlowej.

### Legendy związane z obrazem
Istnieją legendy związane z powstaniem obrazu i przybyciem jego do Nowego Sącza.
Jedna z legend głosi, że obraz namalował św. Łukasz Ewangelista i początkowo znajdował w Jerozolimie, a po układach między Cesarstwem Bizantyńskim a Moskwą stał się własnością cara moskiewskiego, który podarował go królowi czeskiemu Wacławowi II. Posłowie mieli jechać z obrazem na Węgry, gdzie przebywał wówczas król, wóz zatrzymał się we wsi Kamienica (później w tym miejscu powstał Nowy Sącz), konie i woły ciągnące wóz nie chciały iść dalej. Poproszono o radę miejscowego zakonnika. Zakonnik polecił zostawić obraz. Obraz zdjęto, a wóz odjechał dalej. Posłowie opowiedzieli o tym wydarzeniu królowi, który kazał w roku 1297 założyć w tym miejscu miasto (Nowy) Sącz, a obraz umieścić w ufundowanym przez siebie klasztorze z kościołem oo. franciszkanów.
Inna legenda mówi, że namalowany przez św. Łukasza wizerunek Chrystusa miał być ofiarowany księciu halicko-włodzimierskiemu Lwu I Halickiemu przez cesarza bizantyńskiego. Następnie książę miał go przekazać pustelnikowi z Karpat, a ten z kolei miał przekazać obraz klasztorowi ojców franciszkanów w Nowym Sączu, który powstał w 1297 r.

## Kult wizerunku
Pierwsza historyczna wzmianka o kulcie Chrystusa z tego wizerunku pochodzi z roku 1596. Prowincjał ojców Franciszkanów stwierdził, że w Nowy Sączu znajduję się: „Imago Salvatoris ad quam est maxima devotio hominum”. Sanktuarium Nowosądeckie jest największym polskim ośrodkiem kultu Chrystusa Przemienionego. Nie wiadomo, kiedy odbył się pierwszy jednodniowy odpust przy farze sądeckiej. Od 1970 roku odbywa się 8-dniowy odpust w okolicy 6 sierpnia (święto Przemienienia Pańskiego). W odpuście tym uczestniczy ponad 100 tysięcy osób. W 2006 roku wyliczono, że w czasie odpustu rozdano 125 tysięcy komunii św., a w nabożeństwach Wielkiego Odpustu uczestniczyło około 350 tysięcy osób. W każdy czwartek odbywa się nowenna do Przemienienia Pańskiego z odczytaniem intencji składanych przez wiernych. Istnieją modlitwy i pieśni do Pan Jezusa Przemienionego. Wokół ołtarza z cudownym obrazem wiszą liczne wota, a w Księdze Parafialnej w latach 1977–2005 odnotowano ponad 50 cudownych łask. Miejsce to jest nazywane Sądecką Górą Tabor.

## Kopia obrazu
Obraz Chrystusa Przemienionego z Nowego Sącza ma wiele kopii, które znajdują się w kościołach, kaplicach i domach prywatnych. Kopia oryginału zdobiła ołtarz papieski podczas pielgrzymki Jana Pawła II do Starego Sącza w 1999 r. (obecnie obraz ten znajduje się w kościele w Koszycach Wielkich). Kopia znajduje się m.in. w Kazachstanie (Atyrau), Białorusi, Brazylii i Peru. Również kopia była obecna na Polach Lednickich. W 2002 roku peregrynowała w parafiach diecezji tarnowskiej, a później w niektórych ośrodkach młodzieżowych np. w Krakowie, Warszawie czy Poznaniu.